# تل علوش
تل علوش  قرية سوريّة تتبع إداريّاً لمحافظة حلب منطقة جبل سمعان ناحية الزربة، ويبلغ عدد سكانها 1,412 نسمة حسب تعداد السكان لعام 2004.